# Amphoropsyche flinti
Amphoropsyche flinti är en nattsländeart som beskrevs av Ralph W. Holzenthal 1985. Amphoropsyche flinti ingår i släktet Amphoropsyche och familjen långhornssländor. Inga underarter finns listade i Catalogue of Life.